# Битва на Дубравнице
Битва на Дубравнице — сражение, произошедшее в декабре 1381 года, на реке Дубравница, недалеко от Парачина в современной центральной Сербии, между сербскими войсками Лазаря Хребеляновича, во главе с воеводами Витомиром и Црепом Вукославичем и армией султана Мурада I.
Битва на Дубравнице была первым историческим упоминанием о каких-либо движениях турок на земли принадлежащие князю Лазарю. Сербская армия вышла победителем, хотя подробностей самой битвы мало. После этой битвы турки не заходили в Сербию до 1386 года, когда их армии были разбиты в битве при Плочнике.